# Pompeii (canción)
«Pompeii» es una canción de la banda británica Bastille, incluido en su álbum de estudio debut Bad Blood (2013). 
Fue lanzada como sencillo el 11 de enero de 2013. Se convirtió en el lanzamiento más vendido de su trayectoria musical a nivel internacional, alcanzando el número uno en Irlanda y debutando en el número dos del Reino Unido convirtiéndose en el primer sencillo del grupo en ingresar al top 5. También ingresó en el top 10 en las listas de Australia, Nueva Zelanda y de varios países europeos. En los Estados Unidos, alcanzó la quinta ubicación del Billboard Hot 100 y llegó a la cima del Alternative Songs, Rock Songs y en la lista de música dance.
La composición de la letra está inspirada en Pompeya, el antiguo pueblo romano que fue sepultado en el año 79 tras una erupción del monte Vesubio. La canción fue nominada para los premios Brit de 2014 por mejor sencillo británico del año. La versión remezclada por el DJ y productor estadounidense Audien logró obtener una nominación al premio Grammy en la categoría mejor grabación remezclada.

## Video musical
El video musical fue dirigido por Jesse John Jenkins y producido por Tova Dann teniendo una duración de 3:52 minutos. Fue rodado en Los Ángeles y Palm Springs, California.

## Lista de canciones
| Descarga digital |                                |          |  |
| N.º              | Título                         | Duración |  |
| 1.               | «Pompeii»                      | 3:34     |  |
| 2.               | «Poet»                         | 2:44     |  |
| 3.               | «Pompeii» (Tyde Remix)         | 4:22     |  |
| 4.               | «Pompeii» (Monsieur Adi Remix) | 4:23     |  |
| 5.               | «Pompeii» (Kat Krazy Remix)    | 3:44     |  |

| Descarga digital (Audien Remix) |                          |          |  |
| N.º                             | Título                   | Duración |  |
| 1.                              | «Pompeii» (Audien Remix) | 5:52     |  |

| Descarga digital (Interpretación en los Premios Brit) |                                                                 |          |  |
| N.º                                                   | Título                                                          | Duración |  |
| 1.                                                    | «Pompeii/Waiting All Night» (junto a Rudimental, con Ella Eyre) | 5:47     |  |

## Posicionamiento en listas y certificaciones
| Lista (2013)                          | Mejor posición |
| ------------------------------------- | -------------- |
| Alemania (Offizielle Deutsche Charts) | 6              |
| Australia (ARIA)                      | 4              |
| Austria (Ö3 Austria Top 40)           | 3              |
| Bélgica (Flandes) (Ultratop 50)       | 3              |
| Bélgica (Valonia) (Ultratop 50)       | 35             |
| Brasil (Billboard)                    | 13             |
| Canadá (Hot 100)                      | 6              |
| Dinamarca (Tracklisten)               | 21             |
| Escocia (The Official Charts Company) | 1              |
| Eslovaquia (Rádio Top 100)            | 13             |
| Eslovenia (SloTop50)                  | 36             |
| España (Top 100 Canciones)            | 94             |
| Estados Unidos (Billboard Hot 100)    | 5              |
| Estados Unidos (Alternative Songs)    | 1              |
| Estados Unidos (Rock Songs)           | 1              |
| Estados Unidos (Pop Songs)            | 3              |
| Estados Unidos (Adult Pop Songs)      | 2              |
| Estados Unidos (Adult Contemporary)   | 11             |
| Estados Unidos (Hot Dance Club Songs) | 1              |
| Francia (SNEP)                        | 96             |
| Irlanda (IRMA)                        | 1              |
| Israel (Media Forest)                 | 4              |
| Italia (FIMI)                         | 2              |
| Japón (Japan Hot 100)                 | 41             |
| Luxemburgo (Billboard)                | 6              |
| México (Billboard Mexican Airplay)    | 12             |
| Noruega (VG-lista)                    | 13             |
| Nueva Zelanda (Recorded Music NZ)     | 8              |
| Países Bajos (Dutch Top 40)           | 14             |
| Polonia (Polish Airplay Top 20)       | 4              |
| Reino Unido (UK Singles Chart)        | 2              |
| República Checa (Rádio Top 100)       | 6              |
| Rumania (Airplay 100)                 | 59             |
| Sudáfrica (EMA)                       | 8              |
| Suecia (Sverigetopplistan)            | 6              |
| Suiza (Schweizer Hitparade)           | 5              |

| País           | Organismo certificador | Certificación | Ventas              | Ref.   |
| -------------- | ---------------------- | ------------- | ------------------- | ------ |
| Alemania       | BVMI                   | Platino       | 300 000             | [ 37 ] |
| Australia      | ARIA                   | 4× Platino    | 280 000             | [ 38 ] |
| Bélgica        | BEA                    | 2× Platino    | 60 000              | [ 39 ] |
| Canadá         | Music Canada           | 3× Platino    | 240 000             | [ 40 ] |
| Dinamarca      | IFPI Dinamarca         | 2× Platino    | 120 000 (Streaming) | [ 41 ] |
| Estados Unidos | RIAA                   | 3× Platino    | 3 000               | [ 42 ] |
| Italia         | FIMI                   | 3× Platino    | 90 000              | [ 43 ] |
| México         | AMPROFON               | Platino       | 60 000              | [ 44 ] |
| Nueva Zelanda  | RIANZ                  | Platino       | 15 000              | [ 45 ] |
| Reino Unido    | BPI                    | 3× Platino    | 1 800 000           | [ 46 ] |
| Suecia         | IFPI Suecia            | 7× Platino    | 280 000             | [ 47 ] |
| Suiza          | IFPI Suecia            | Oro           | 15 000              | [ 48 ] |

### Sucesión en listas
| Anterior: «Just Give Me a Reason» de Pink con Nate Ruess | Irish Singles Chart — Sencillo n.º 1 11 de abril de 2013 — 24 de abril de 2013     | Siguiente: «Get Lucky» de Daft Punk con Pharrell Williams |
| Anterior: «Out of My League» de Fitz and The Tantrums    | Alternative Songs — Sencillo n.º 1 26 de octubre de 2013 — 21 de noviembre de 2013 | Siguiente: «Come a Little Closer» de Cage the Elephant    |
| Anterior: «Neon Lights» de Demi Lovato                   | Hot Dance Club Songs — Sencillo n.º 1 8 de febrero de 2014 — 14 de febrero de 2014 | Siguiente: «Go F**k Yourself» de My Crazy Girlfriend      |

## Historial de lanzamientos
| País           | Fecha                 | Formato               | Discográfica                    |
| -------------- | --------------------- | --------------------- | ------------------------------- |
| Reino Unido    | 24 de febrero de 2013 | Descarga digital      | Virgin Records                  |
| Reino Unido    | 24 de febrero de 2013 | Sencillo en 7"        | Virgin Records                  |
| Estados Unidos | 15 de octubre de 2013 | Radios contemporáneas | Virgin Records, Capitol Records |